# Сочнєв Антонін Миколайович
Антонін Миколайович Сочнєв (рос. Антонин Николаевич Сочнев, нар. 14 червня 1924, Іваново-Вознесенськ (нині — Іваново), за іншими даними — Івановська область — пом. 24 червня 2012, Москва) — радянський футболіст, що грав на позиції нападника. Майстер спорту СРСР. По завершенні ігрової кар'єри — футбольний тренер.

## Ігрова кар'єра
Народився в Івановській області. Після того як батька призначили директором заводу в Іванові, також переїхав в місто і почав грати за юнацький склад «Червоного прапора», потім — за молодіжну і основну команду. Взимку грав у хокей з м'ячем за московський «Метробуд», учасник фінального матчу на Кубок СРСР у 1949 році.
Під час радянсько-німецької війни у 1942 році був призваний на Балтійський флот, після тримісячного навчання в Кронштадті служив мінером на лінкорі «Марат». 6 травня 1942 року взяв участь у футбольному матчі в блокадному Ленінграді між командами Червонопрапорного Балтійського флоту і місцевого «Динамо». У 1944 році команда «частини Лобанова», за яку грав Сочнєв, стала володарем Кубка Червонопрапорного Балтійського флоту.
Після війни грав у таллінському «Динамо» і за команду ВМС у другій групі чемпіонату СРСР 1945 року, після чого в 1946 році потрапив в дублюючий склад ЦБЧА.
Демобілізувавшись навесні 1947 року, в липні опинився в московському «Торпедо», де грав на позиції правого нападника під 7 номером. У 1951 році виступав за «Шахтар» (Сталіно) під час турне по Болгарії і Румунії. 15 липня 1952 року у першій грі чемпіонату з ризькою «Даугавою» у зіткненні отримав травму і закінчив виступи за «Торпедо» в основному складі.
В 1954–1955 роках грав у складі ленінградських «Трудових резервів», став найкращим бомбардиром чемпіонату з 11 м'ячами у 1954 році. Кар'єру гравця закінчив у 1955 році в рідній команді «Червоний прапор».

## Кар'єра тренера
Розпочав тренерську кар'єру, повернувшись до футболу після невеликої перерви, 1963 року, очоливши тренерський штаб клубу «Таврія». Досвід тренерської роботи обмежився цим клубом. Крім того довгий час працював адміністратором стадіону «Торпедо», очолював колективи Краснодарського краю, працював інспектором матчів.
Помер 24 червня 2012 року на 89-му році життя у місті Москва.

## Титули і досягнення
- Володар Кубка СРСР (2): 1949, 1952
- Найкращий бомбардир чемпіонату СРСР: 1954 (11 голів)